# Working with God
Working with God è un album del gruppo musicale statunitense Melvins, pubblicato il 26 febbraio 2021 sotto l'etichetta Ipecac Recordings.
Questo album è il 24º del gruppo.
Generi: punk rock, hard rock.

## Tracce
1. I Fuck Around (limitatamente alla parte musicale, cover dei Beach Boys "I Get Around")
2. Negative No No
3. Bouncing Rick
4. Caddy Daddy
5. 1 Brian, the Horse-Faced Goon
6. Brian, the Horse-Faced Goon
7. Boy Mike
8. 1 Fuck You (cover di Harry Nilsson "You're Breakin' My Heart")
9. Fuck You
10. The Great Good Place
11. Hot Fish
12. Hund
13. Good Night Sweetheart

## Formazione
Gruppo
- Buzz Osborne – voce, chitarra
- Dale Crover – basso, batteria, voce
- Mike Dillard – batteria, voce